# Steve Sidwell
Steven James Sidwell (nascut el 14 de desembre de 1982 en Wandsworth, Londres), és un futbolista anglès que juga com a centrecampista a l'Aston Villa, de la Premier League.

## Carrera futbolística

### Primers anys a l'Arsenal
Sidwell nasqué en Wandsworth, Londres. Fou part de l'equip jove de l'Arsenal FC que guanyà la FA Youth Cup en 2000 i 2001. Un dels seus companys durant eixos anys va ser James Harper, quin aniria a jugar al Reading FC. Tingué unes afortunades cessions en el Brentford FC i el Brighton, però li va ser impossible abastar el primer equip de l'Arsenal.

## Internacional
Ha estat internacional amb la selecció de futbol d'Anglaterra Sub-21.

## Clubs
| Club                   | País       | Any       |
| ---------------------- | ---------- | --------- |
| Brentford FC           | Anglaterra | 2001-2002 |
| KSK Beveren            | Bèlgica    | 2002      |
| Brighton & Hove Albion | Anglaterra | 2002-2003 |
| Reading FC             | Anglaterra | 2003-2007 |
| Chelsea FC             | Anglaterra | 2007-2008 |
| Aston Villa            | Anglaterra | 2008-     |

## Palmarès

### Campionats nacionals
| Títol                        | Club       | País       | Any  |
| ---------------------------- | ---------- | ---------- | ---- |
| Football League Championship | Reading FC | Anglaterra | 2006 |